# Heisterberger Weiher
Der Heisterberger Weiher ist ein künstlich aufgestauter kleiner See südöstlich von Heisterberg, einem Ortsteil der Gemeinde Driedorf im Lahn-Dill-Kreis in Hessen, Deutschland.

## Geografische Lage
Der See hat eine Wasserfläche von 9,6 Hektar und liegt auf 530 m Höhe auf dem Hochplateau des Westerwalds, an der Grenze von Hessen zu Rheinland-Pfalz und Nordrhein-Westfalen. Unmittelbar südwestlich erhebt sich der in der benachbarten Gemarkung Hohenroth befindliche Höllberg (643 m).
Der See liegt etwa 500 m nördlich der Bundesstraße 255 und 75 m östlich der von dieser nördlich nach Heisterberg abzweigenden Kreisstraße K 83. Der Fernwanderweg Westerwald-Steig verläuft entlang seines Nordufers.

## Geschichte
Der aus mehreren Quellen in einer Wiese unmittelbar südwestlich von Heisterberg gespeiste Amdorfbach, der etwa 12 km weiter östlich bei Burg in die Dill mündet, wurde in den Jahren 1707 bis 1711 auf Anordnung des Fürsten Wilhelm II. von Nassau-Dillenburg etwa 1,5 km westlich seines Quellgebiets durch einen etwa 250 m langen Staudamm als Fischteich aufgestaut. Die Arbeiten wurden zum großen Teil von den örtlichen Anwohnern in Fronarbeit erbracht. Der Weiher gehörte zum herrschaftlichen Hof der Fürsten in Heisterberg und wurde zur Fischzucht und als Wasserspeicher genutzt.

## Heutige Nutzung
Der See ist heute als Badesee ein beliebtes Naherholungsgebiet. Am Südufer befinden sich eine große Liegewiese, ein Volleyballfeld und ein Kinderspielplatz. Ferner bestehen eine Gaststätte, eine Bootsvermietung und ein ganzjährig geöffneter Campingplatz. Im Sommer bieten Rad- und Wanderwege, im Winter Langlaufloipen eine Erweiterung des Freizeitangebotes.
Der Lahn-Dill-Kreis unterhält am Weiher das Jugendfreizeitheim Heisterberg mit 114 Betten, durch die Gemeinde Driedorf wurde darüber hinaus am Höllkopf der MTB BikePark Park mit mehreren Trails eingerichtet.
Am ersten Samstag im August steht traditionell der „Heisterberger Weiher in Flammen“, wobei der See im Glanz eines großen Feuerwerks erstrahlt. 

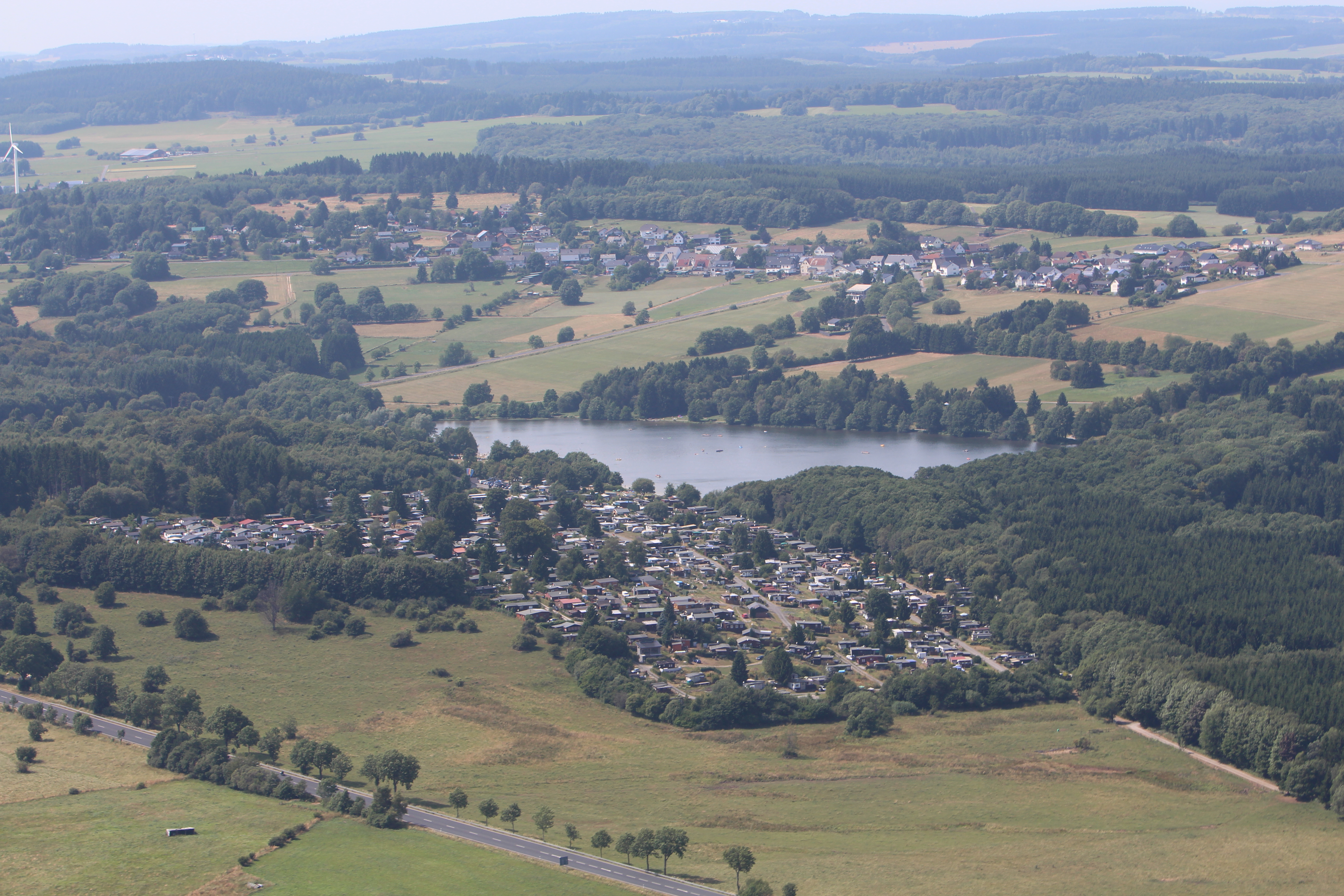
Der Heisterberger Weiher. Im Hintergrund das namensgebende Dorf.